# سالازار ضد راما نافاجو الفصل
سالازار ضدّ. راما نافاجو الفصل, 567 US 182 (2012)، كانت قضيّة مرفوعة أمام المحكمة العليا في الولايات المتّحدة حيث قضت المحكمة بأنّ حكومة الولايات المتّحدة، عندما تبرم عقدًا مع قبيلة هنديّة أمريكيّة أصلية مقابل خدمات، يجب عليها دفع العقود بالكامل، حتى لو كان الكونجرس لم تخصص ما يكفي من المال لدفع جميع المقاولين القبليين. واستمرّت الدّعوى على مدى 22 عاماً، بدءاً من عام 1990، حتّى الفصل فيها عام 2012.

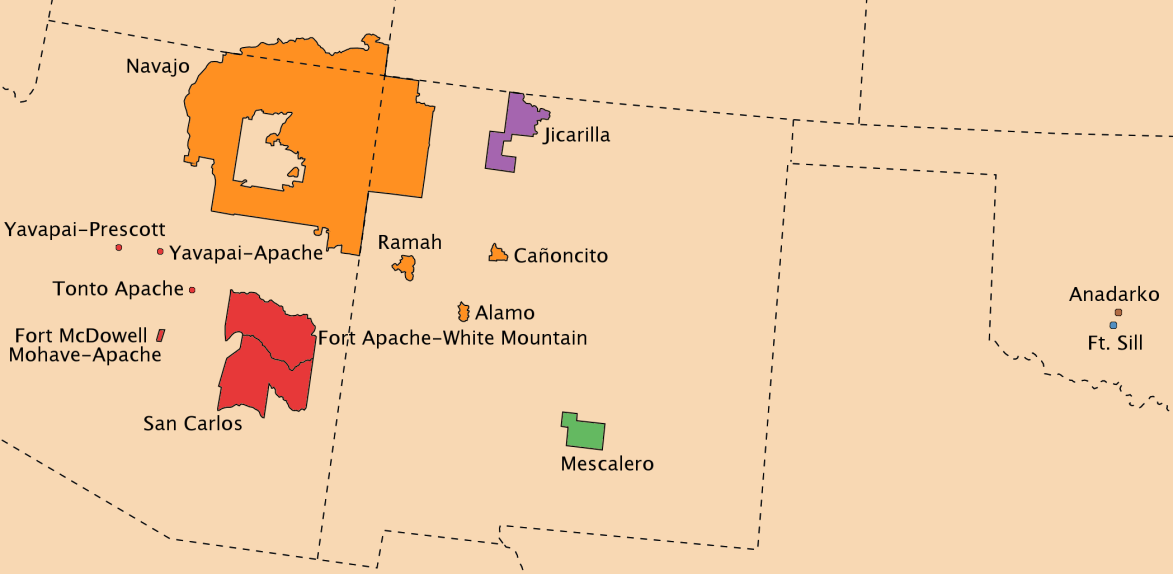
موقع محمية راماه نافاجو الهندية (محميات نافاجو موضحة باللون البرتقالي؛ الأخضر والأحمر والأرجواني هي أباتشي.)

## نظرة عامة
فرع راماه نافاجو هو قسم سياسي فرعي لقبيلة نافاجو الّتي تتواجد في محمية راماه نافاجو الهندية في الجزء الغربي من نيو مكسيكو، شرق وجنوب شرق محمية زوني الهنديّة. هذا هو الجزء الشّرقي من أمّة نافاجو، والذي يمتدّ غربًا إلى أريزونا ويوتا. تنقسم أمّة نافاجو إلى خمس "وكالات" وتنقسم أيضًا إلى "فصول "، والتي يمكن مقارنتها بحكومات المقاطعات. تضم قبيلة نافاجو ما يقرب من 300000 عضو مسجل. فرع راماه، نظرًا لموقعه، هو فرع نافاجو الوحيد الذي لديه وكالة مكتب الشؤون الهندية (BIA) الخاصة به وحكومة شبه مستقلة.  " [T] لعب راماه نافاجوس دورًا قياديًا في الدفاع عن جهود تقرير المصير للسكان الأصليين في الولايات المتحدة"،  بدءًا من إنشاء مدرسة حجز على احتجاجات السكان المحليين غير الهنود.

### الخلفية التشريعية
في 1975، أصدر الكونجرس قانون تقرير المصير الهندي والمساعدة التعليمية (IDEAA). سمحت منظّمة IDEA لوزير الداخلية ووزير الصّحة والخدمات الإنسانية بالتّعاقد مع القبائل الأمريكية الأصلية لتولّي الخدمات الّتي كانت تقدّمها في الماضي BIA وهيئة الخدمات الصّحية الهندية (IHS)، من بين جهات أخرى. كان الهدف المعلن من قانون تقرير المصير الهندي والمساعدة التعليمية هو تحسين تقرير المصير القبلي في تخطيط وإدارة البرامج المموّلة اتحاديًا لأفراد القبائل. وكان وزير الداخلية مسؤولاً عن إدارة هذه العقود من الأموال التي خصصها الكونغرس. تطلبت العقود جزأين، أولًا التكلفة المباشرة للبرنامج الذي تديره القبيلة، وثانيًا، التكاليف غير المباشرة لإدارة البرنامج، مع مراعاة الأموال التي يخصصها الكونجرس. عندما يكون هناك نقص في المبالغ التي تدفعها وكالة BIA للقبيلة، فإن الوكالة ستدفع للقبيلة تكاليف غير مباشرة، مما يجبر القبائل على قطع الخدمات المقدّمة لأفراد القبيلة لدفع التكاليف غير المباشرة.

### التاريخ الإجرائي
عام 1989، أبرم فرع راماه نافاجو خمسة عقود مع BIA لإدارة البرامج المتعلقة بالعقارات والموارد الطّبيعية وإنفاذ القانون وبرنامج مساعدة الحكومة القبلية وبرامج حقوق المياه. بالإضافة إلى ذلك، كان لدى الفرع عقدين مع ولاية نيو مكسيكو لإدارة برنامج تعويض الأحداث وبرنامج العدالة الجنائية. في تحديد التّكاليف غير المباشرة التي سيتم سدادها إلى الفصل، استخدم BIA كلاً من المنح الفيدرالية ومنح الولاية، والتي وصلت إلى 336,317.65 دولارًا. وكان هذا أقل بحوالي 28000 دولار من المبلغ الذي سيتم سداده باستخدام منح BIA. استخدمت BIA هذه الطريقة لتقليل حجم التّكاليف غير المباشرة التي يتعين عليها دفعها للقبائل بشكل مصطنع. ونظرًا للنّزاع حول التّكاليف غير المباشرة، قدم الفصل استئنافًا بشأن العقد لدى BIA عام 1990. رفضت BIA الاستئناف، مشيرةً إلى أنّ الفصل كان على حق في أنّ إدراج منح الدّولة في الحساب كان مخالفًا للقانون.

#### محكمة المقاطعة
في الرابع 4 من أكتوبر عام 1990، رفع الفصل دعوى قضائية بتهمة خرق العقد في محكمة مقاطعة نيو مكسيكو الفيدراليّة. طلبت الدّعوى الحصول على تعويضات وتعويضات زجرية، وللحصول على شهادة كقضية دعوى جماعية. عام 1993، منحت محكمة المقاطعة الحكم المستعجل في الولايات المتّحدة ورفضت طلب الفصل بإصدار حكم مستعجل. صدر الحكم النّهائي في 19 أكتوبر 1994 واستأنف الفصل.

#### محكمة الاستئناف الدائرة
نظرت محكمة الاستئناف بالدّائرة العاشرة في الاستئناف. ورأت محكمة الدّائرة أن تعديل عام 1988 على قانون IDEA كان يهدف إلى تصحيح النّقص المزمن في تمويل عقود BIA وIHS مع القبائل، خاصة فيما يتعلق بالتّكاليف غير المباشرة. لاحظت محكمة الدّائرة أنه عادة، عند التعامل مع قانون اتحادي غامض، ستخضع المحاكم للوكالة الإداريّة المكلّفة بتنفيذ القانون. يتم التّعامل مع القبائل الهنديّة بشكل مختلف - أشارت المحكمة إلى أنه كان من مبادئ الفقه الأمريكي منذ فترة طويلة أن يتم تفسير القوانين الغامضة لصالح القبائل. قضت محكمة الدّائرة في 8 مايو 1997، بأن تفسير الحكومة للقانون غير معقول، ونقضت القضية وأعادت القضية إلى محكمة المقاطعة.

#### المحكمة الجزئية في الحبس الاحتياطي
دخلت الولايات المتّحدة والفصل في محادثات تسوية، في نهاية المطاف تسوية جزء من المطالب. في اليوم 25 من شهر مايو لعام 1999، أدخلت محكمة المنطقة حكمًا نهائيًا بشأن تسوية الجزئيّة، وجدت للقسم والقبائل الأخرى في الفصل 79903 529 دولارًا على المطالبة الجزئية و8338000 دولارًا في رسوم المحامي، و170 036 دولارًا من التّكاليف. في اليوم 6 من شهر ديسمبر عام 2002، أصدرت محكمة المنطقة حكمًا نهائيًّا على معظم القضايا المتبقية، حيث وجدت للقسم والقبائل الأخرى في الفصل تسع وعشرون مليون دولار على المطالبات، و5800 ألف دولار في رسوم المحامي، و243 ألفاً، و496 دولار في التّكاليف. يقلل من النزاع إلى ما إذا كان القبائل المدّعية يمكن أن تحصيل على مبالغ أقل من دفعها وكيف تمّ تفسير القانون. أصدرت المحكمة المحليّة حكمًا ملخّصًا، وقدّم الفصل استئنافًا.

#### محكمة الدائرة، الاستئناف الثاني
أشارت المحكمة الدّائرة إلى أن هذه كانت مسألة حول كيفيّة تفسير القانون. أولاً ، لاحظت المحكمة أن القانون يتطلّب من وزير الدّاخلية إضافة كامل مبلغ تكاليف الدّعم العقديّ غير المباشر إلى العقد. بداية عام 1994، بدأ الكونجرس في وضع حد لجميع الأموال التي يمكن استخدامها لعقود IDEAA. لم يكن هذا المبلغ كافياً لتغطية العقود مع جميع القبائل الهنديّة، ولكنّه كان كافياً لتكفير كل عقد فردي تمّ إبرامه من قبل BIA. لاحظت المحكمة أنه عند تفسير قانون يتعلّق بالأحزاب الهنديّة، يجب تفسير القانون لصالح القبيلة على القوانين العامّة التي تتطلّب احترام تقرير الوكالة. ثم قرّرت المحكمة أن الحكومة ملزمة بذلك لأن هناك أموال كافية لدفع كل عقد فردي بالكامل. ألغت المحكمة الدّائرة وقامت بإعادة قرار المحكمة المحليّة، وحكمت لصالح الفصل.

## المحكمة العليا
استأنفت BIA أمام المحكمة العليا للولايات المتحدة، التي منحت تحويل الدّعوى للاستماع إلى القضية من أجل تسوية تقسيم الدائرة .

### حجج الأطراف

#### الولايات المتحدة
ومثّل الولايات المتحدة مارك ر. فريمان، مساعد المحامي العام . جادل فريمان بأن الكونجرس قد وضع حدًا أقصى لأموال عقود IDEA بدءًا من عام 1994، ولم يكن لدى BIA سلطة إنفاق أكثر من المبلغ المحدد على جميع عقود IDEA.  ونظرًا لعدم توفر التمويل الكافي، قام وزير الداخلية بتوزيع الأموال المتاحة على أساس تناسبي بين جميع عقود IDEA. [fn 11] أشارت الولايات المتحدة أيضًا إلى أن الدستور يحظر المدفوعات ما لم يتم تخصيص تلك المدفوعات أو التصريح بها من قبل الكونجرس.  وقال فريمان إن مسؤولية الحكومة لا تتجاوز المبلغ المالي الذي خصصه الكونجرس لجميع العقود.  وذكرت الحكومة أيضًا أنّ العقد لم يتضمن وعدًا ملزمًا بدفع مبلغ العقد بالكامل للقبائل.

#### فصل الرامة
وقد مثل فرع راماه نافاجو كارتر ج. فيليبس، الذي قال إن هذه كانت حالة عقد بسيطة تنطبق عليها نظرية فيريس . تعاقد الفصل مع الولايات المتحدة لأداء خدمة وأكمل التزاماته، وخرقت الولايات المتحدة العقد برفضها الدفع وفقاً لشروط العقد. بالإضافة إلى النص على ضرورة دفع تكاليف دعم العقد، فرض القانون أيضًا استخدام عقد نموذجي، مما قلل من قدرة BIA على تعديل شروط العقد. إن السماح للحكومة بانتهاك القانون سيكون بمثابة سياسة عامة سيئة، حيث لا يمكن ضمان حصول أي متعاقد مع الحكومة على الأموال. وأشار فيليبس إلى أن النظام الأساسي كان واضحًا، وإذا لم يكن كذلك، فإن شرائع البناء القانوني تتطلب حل الغموض لصالح القبائل 

#### أصدقاء المحكمة
تمّ تقديم ملخصات أصدقاء المحكمة لدعم هذا الفصل من قبل المؤتمر الوطني للهنود الأمريكيين (انضمّ إليه تحالف القبائل الهنديّة والمنظمات القبلية)، ورابطة السّكان الأصليين لمنحدر القطب الشمالي، وغرفة التّجارة في الولايات المتّحدة الأمريكيّة (انضم إليها الرابطة الصناعية الدفاعية الوطنية). لم يتم تقديم أي مذكرات صديقة لدعم الولايات المتحدة.

### رأي المحكمة
وأدلت القاضية سونيا سوتومايور برأي المحكمة. أشارت سوتومايور في البداية إلى أنّ هذه لم تكن قضية انطباع أولي، وأنّ المحكمة حكمت في قضية مماثلة قبل سبع سنوات فقط. ذكرت سوتومايور أنّ أمة شيروكي في أوكلا ضد. رأى ليفيت  أنّه عندما تقدّم الحكومة وعدًا تعاقديًا بالدفع مقابل الخدمات، فإنّ الحكومة ملزمة بدفع ثمن تلك الخدمات. لقد كان هذا مبدأ طويل الأمد لقانون العقود، يعود تاريخه إلى فيريس، و"يحمي المبدأ توقّعات المتعاقدين الحكوميين والمصالح المالية طويلة المدى للولايات المتّحدة". إذا تجاوزت الاعتمادات مبلغ العقد الفرديّ، فإن الحكومة ملزمة باحترام العقد. صرّحت سوتومايور أنه على الرّغم من أنّ الوضع الذي وضع الكونجرس BIA فيه محبط إلا أنها مشكلة يتعين على الكونجرس حلها.  أيدت المحكمة قرار محكمة الدائرة العاشرة.  انضم القضاة أنطونين سكاليا وأنتوني كينيدي وكلارنس توماس وإيلينا كاجان إلى رأي القاضي سوتومايور.

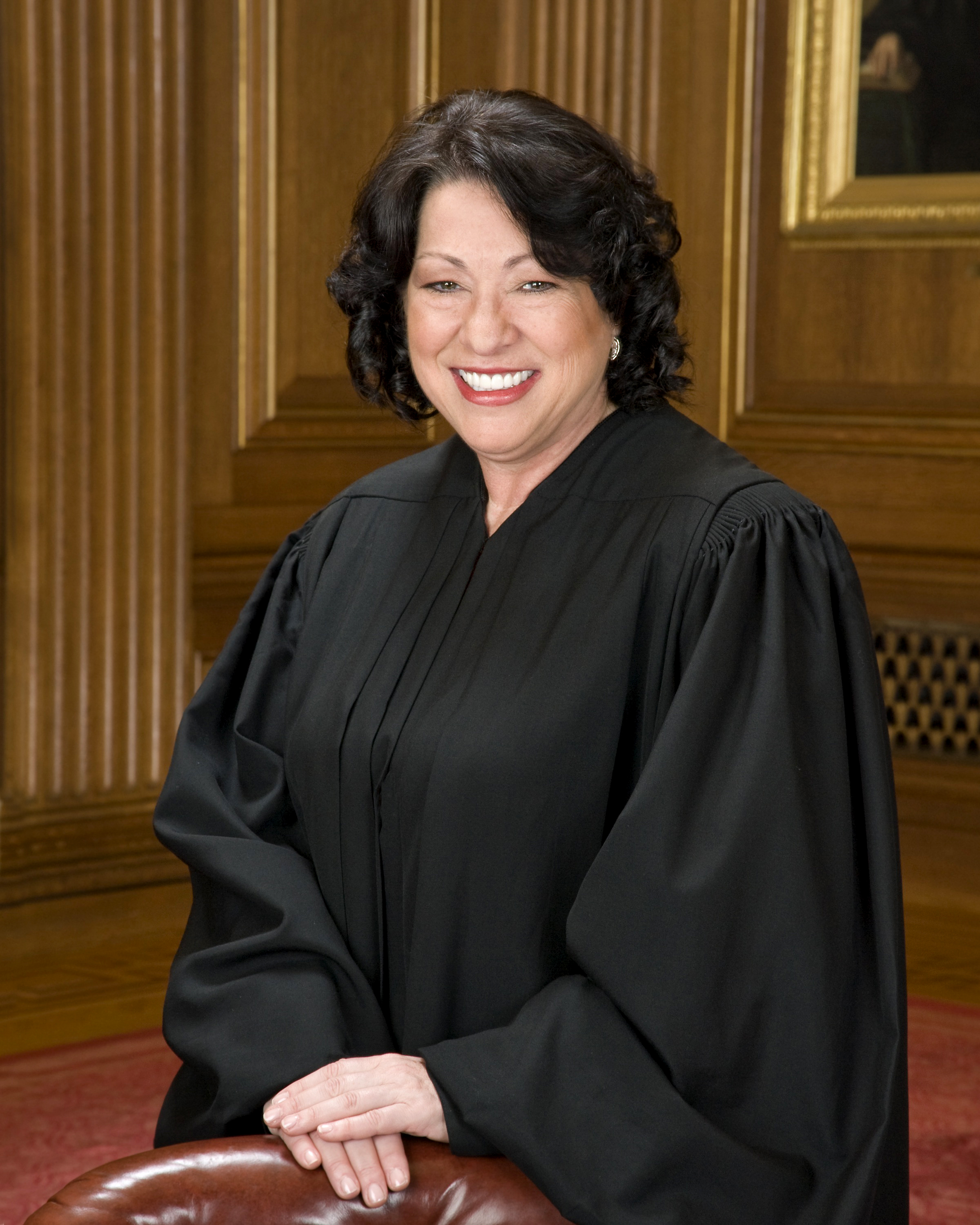
القاضية سونيا سوتومايور، صاحبة رأي الأغلبية

### معارضة

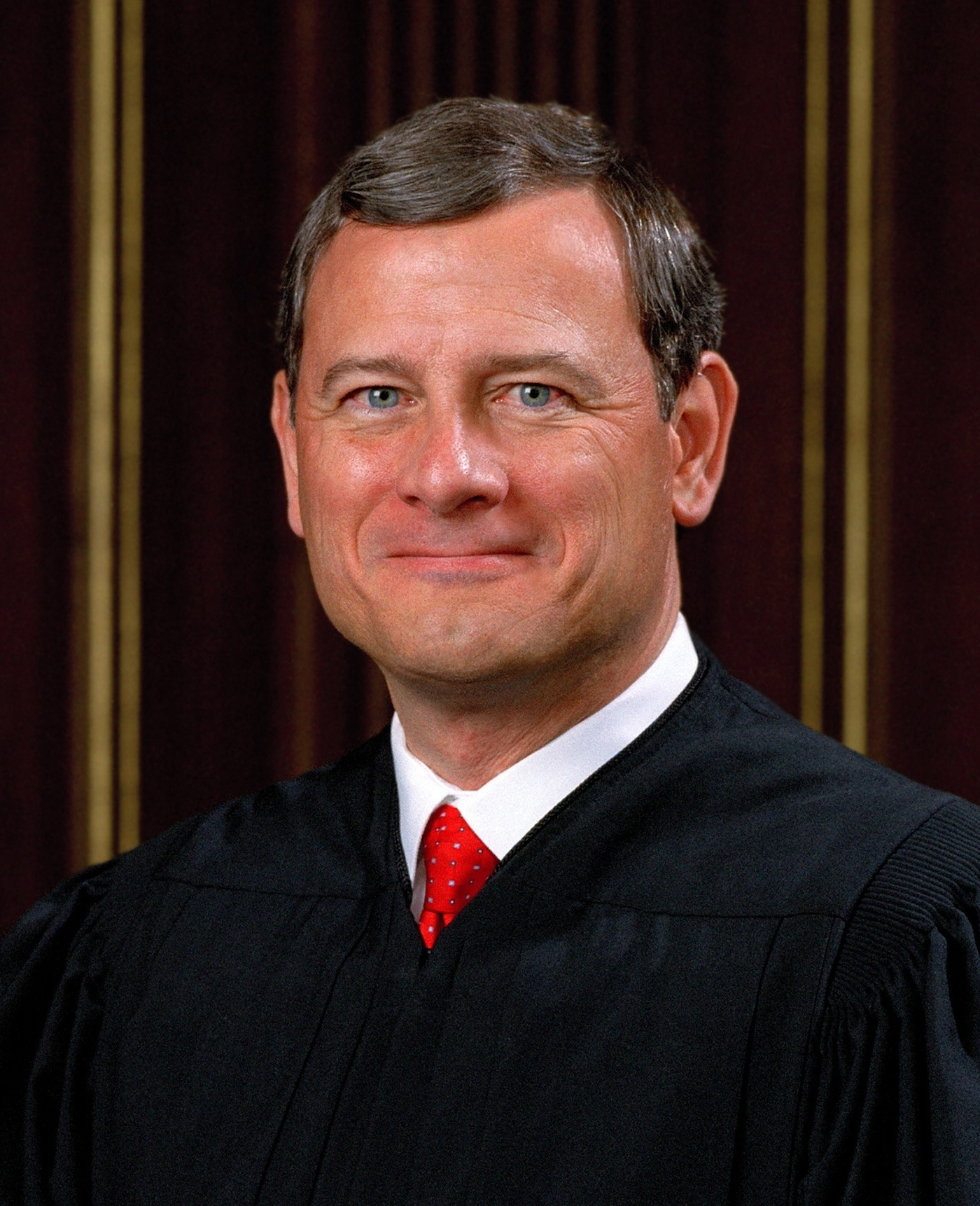
رئيس المحكمة العليا جون روبرتس، مؤلف المعارضة

رئيس قضاة الولايات المتحدة جون روبرتس انشقّ عن رأي الأغلبيّة. وأكّد روبرتس أن قرار المحكمة من شأنه أن يتسبب في تجاوز BIA الحدود النّقدية لعقود IDEA، التي وضعها الكونجرس بموجب سلطة التخصيص الخاصّة به. بالإضافة إلى ذلك، أشار روبرتس إلى أنّ الكونجرس منع صراحةً BIA من تخفيض المدفوعات للقبائل والبرامج الأخرى لدفع عقد IDEA. كان من الممكن أن يميز روبرتس Cherokee Nation عن هذه الحالة لأن Cherokee Nation لم يكن لديها قيود مماثلة على تخفيض المدفوعات الأخرى. لذلك، كتب رئيس المحكمة العليا روبرتس أنّه كان سيبطل قرار محكمة الدّائرة العاشرة. وانضمّ إلى روبرتس في معارضته القضاة روث بادر جينسبيرغ وستيفن براير وصموئيل أليتو.

## التطورات اللاحقة
وفور التوصل إلى القرار في المحكمة العليا، بدأت القبائل بالضّغط على الولايات المتّحدة للحصول على مدفوعات. التقى الرّئيس الرّئيسي لأمة الشيروكي ، بيل جون بيكر، مع الرئيس الأمريكي باراك أوباما في يوم 20 من شهر يوليو عام 2012 لمناقشة هذه القضية. وبعد عدة سنوات من المفاوضات، وافقت الحكومة الفيدرالية على دفع تسعمئة وأربعين مليون دولار لتسوية المطالبات المتبقية في الدّعوى.

## الحواشي
1. ↑  567 U.S. [الإنجليزية]‏ ___ (hereafter cited as Ramah Navajo Chapter).
2. ↑  DAVID EUGENE WILKINS, THE NAVAJO POLITICAL EXPERIENCE 103 (2003).
3. ↑  Bill Donovan, Census: Navajo Enrollment Tops 300,000, NAVAJO TIMES, Jul. 7, 2011. نسخة محفوظة 2023-06-19 على موقع واي باك مشين.
4. ↑  WILKINS, at 13; Kathryn D. Manuelito, A Dine (Navajo) Perspective on Self-Determination: An Exposition of an Egalitarian Place, TABOO, Spring-Summer 2006, at 7, 10.
5. ↑  Manuelito, at 13.
6. ↑  Manuelito, at 10-13.
7. 1 2 3  Ramah Navajo Chapter v.
8. ↑  Ramah Navajo Tribe v.
9. ↑  Remah Navajo Chapter, 132 S.Ct at 2187; CHET JANIK, ET AL., INDIAN SELF-DETERMINATION ACT: SHORTFALLS IN INDIAN CONTRACT SUPPORT COSTS NEED TO BE ADDRESSED 16 (1999); Miller, at 48.
10. ↑  Miller, at 48.
11. 1 2  Jensen, at 413.
12. 1 2 3 4 5 6 7 8  RNC v.
13. 1 2 3  Remah Navajo Chapter, 132 S.Ct at 2188; RNC v.
14. ↑  Salazar v.
15. ↑  Pet'r's Br. 7, available as 2012 WL 596117 (U.S.) (Appellate Brief); Miller, at 49.
16. ↑  U.S. CONST.
17. ↑  Pet'r's Br. at 30.
18. ↑  Pet'r's Br. at 45.
19. ↑  Appellant's Br. 1-2, available as 2012 WL 957502 (U.S.) (Appellate Brief).
20. ↑  Appellant's Br. at 7.
21. ↑  Appellant's Br. at 15-16.
22. ↑  Appellant's Br. at 24.